# Jan Karas
Jan Karas (2. dubna 1924 Němětice – 24. února 1993) byl český teolog a kazatel v Církvi českobratrské evangelické.

## Životopis
Prvního září roku 1950 se stal výpomocným kazatelem sboru Libiš, jemuž byl svěřen Kostelec nad Labem. Přibližně po roce, 22. dubna 1951, byl ordinován, ale i nadále sloužil v libišském sboru. Vydržel zde až do 30. dubna 1952 a následujícího dne se stal vikářem a od 15. června 1952 farářem v Libčicích nad Vltavou. Zůstal zde až do konce dubna 1968, i když mezi 20. říjnem 1953 a 22. prosincem 1955 absolvoval základní vojenskou službu. Od 1. května 1968 až do 31. října 1985 byl farářem ve sboru Českobratrské církve evangelické v Praze Kobylisích. Za jeho působení se sboru povedlo vybudovat nový sborový dům, jenž je jedním z mála církevních staveb otevřených v Československu mezi lety 1948 a 1989. Od 1. ledna 1986 Karase v Kobylisích vystřídal Jiří Štorek. Sám Karas odešel k 1. listopadu 1985 do důchodu.
Jeho vnukem je český herec a režisér Vít Karas.